# Wiwannihorn
Das Wiwannihorn ist ein 3000 m ü. M. hoher Gipfel im südlichen, zum Schweizer Kanton Wallis gehörigen Teil der Berner Alpen.

## Geografie
Wiwanni ist der Flurname einer hoch gelegenen Geländestufe im Geröllfeld unter dem Südost- und dem Südwestgrat des Wiwannihorns. Der Name des Bergkessels kommt gemäss dem Linguisten André Perler von der walliserdeutschen Bezeichnung für ein Weingefäss. Das Berggebiet liegt oberhalb der steilen Leiggernalp.
Das Wiwannihorn bildet als südlichster Dreitausender des Bietschhornmassivs den Abschluss der 4,5 Kilometer langen Bergkette vom Bietschhorn (3934 m ü. M.) gegen Süden. Vom nächsthöheren Berg in der Kette, dem 500 Meter entfernten Chrütighorn (3020 m ü. M.), ist es durch das Wiwannijoch getrennt. Auf der Ostseite des Berggrats und des Wiwannihorns liegt das Baltschiedertal in den Gemeinden Eggerberg und Baltschieder und im Westen das Bietschtal, das zu Raron gehört. Auf dem Wiwannihorn treffen sich die drei Gemeindegrenzen zwischen Baltschieder, Raron und Ausserberg.

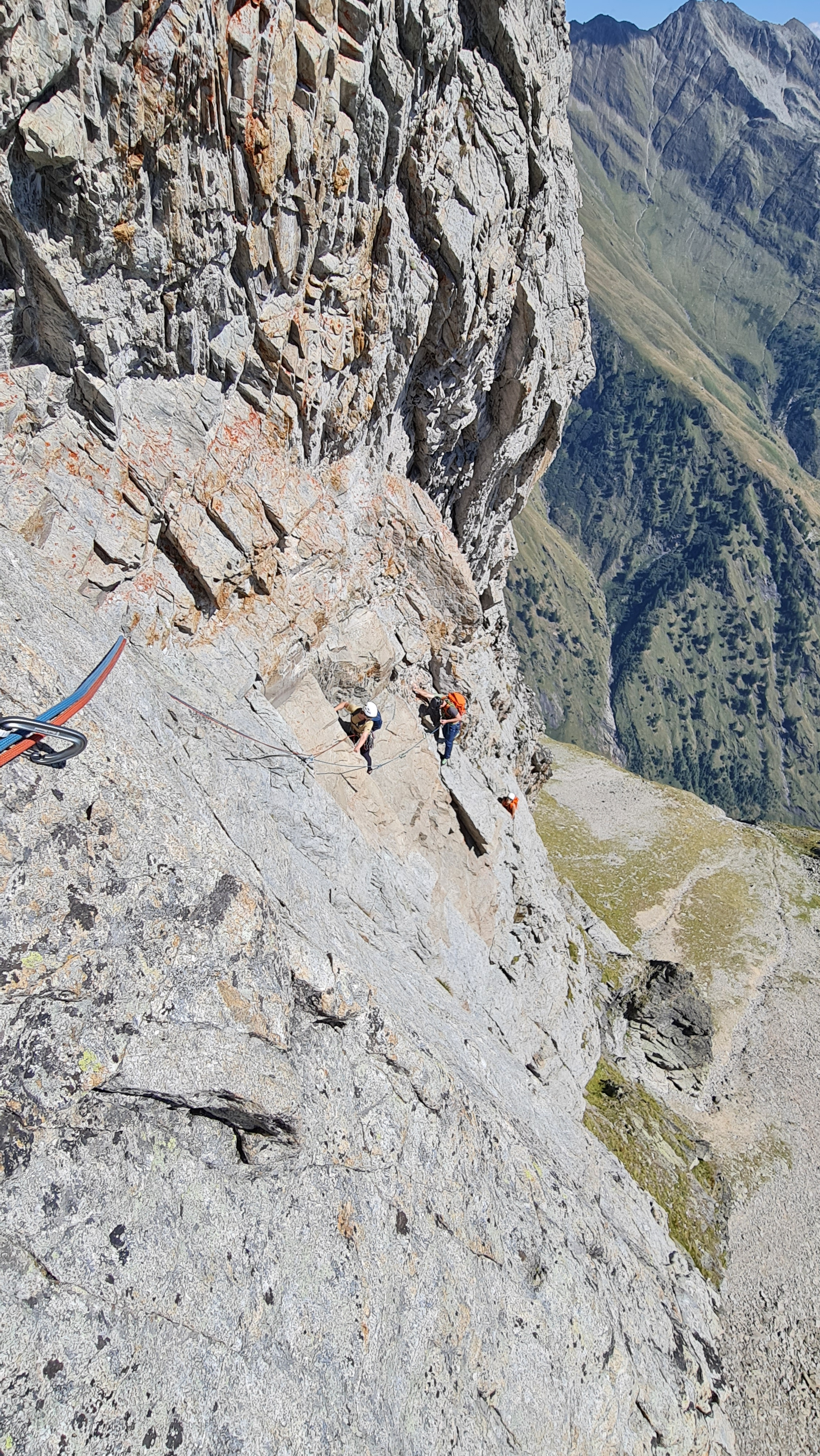
Klettern am Wiwannihorn

## Alpinismus
Am Wiwannihorn liegt ein beliebtes Klettergebiet. Eine Route führt über den Südwestgrat, mit einer Variante über die Nebengipfel Kleines und Grosses Ougstchummuhorn. Über den Südostgrat geht die Steinadlerroute. In der Südwand des Wiwannihorns sind mehrere exponierte Kletterrouten eingerichtet.
Auf einem Bergvorsprung südöstlich des Berges steht die Wiwannihütte, eine private Schutzhütte oberhalb der Leiggernalp. Sie ist von Ausserberg aus entweder über Bergwege oder dann durch das Baltschiedertal, entlang der Wasserleitung Niwärch und anschliessend über den 700 Meter hohen Baltschieder-Klettersteig Underbärg, erreichbar.